# Varronia mollissima
Varronia mollissima är en strävbladig växtart som först beskrevs av Ellsworth Paine Killip, och fick sitt nu gällande namn av A. Borhidi. Varronia mollissima ingår i släktet Varronia och familjen strävbladiga växter. Inga underarter finns listade i Catalogue of Life.